# Georg Ferdinand Duckwitz
Georg Ferdinand Duckwitz (Brema, 29 settembre 1904 – 16 febbraio 1973) è stato un diplomatico tedesco.
Durante la seconda guerra mondiale prestò servizio come addetto diplomatico per la Germania nazista nella Danimarca occupata. Informò i danesi sulla prevista deportazione della popolazione ebraica nel 1943 e organizzò la loro accoglienza in Svezia. I gruppi di resistenza danesi successivamente salvarono il 95% della popolazione ebraica danese. Nel 1971 fu insignito del titolo di Giusto tra le nazioni.

## Biografia
Nacque il  29 settembre 1904 a Brema da un'antica famiglia patrizia. Dopo aver terminato gli studi iniziò a lavorare nel commercio internazionale del caffè.

### Carriera
Dal 1928 al 1932 visse a Copenaghen. Nel novembre 1932 incontrò a Brema Gregor Strasser, il leader dell'ala più a sinistra del partito nazionalsocialista tedesco. Nel corso delle loro conversazioni, Duckwitz scoprì che alcuni "elementi del socialismo scandinavo [erano] collegati a sentimenti nazionalistici" e decise di iscriversi al partito. Il 1º luglio 1933 entrò a far parte dell'Ufficio Affari Esteri del Partito nazista a Berlino.
Nel corso del suo mandato divenne sempre più disilluso dalla politica nazista. In una lettera del 4 giugno 1935 inviata ad Alfred Rosenberg scrisse:"Il mio impiego di due anni nella Reichsleitung [il ramo esecutivo del partito nazista] mi ha fatto capire che sono stato ingannato dalla natura e dallo scopo del movimento nazionalsocialista e che non sono più in grado di lavorare all'interno di questo movimento come una persona onesta".
Più o meno nello stesso periodo la Gestapo raccolse i primi documenti su Duckwitz dopo che aveva dato rifugio a tre donne ebree nel suo appartamento di Kurfürstendamm durante una manifestazione antisemita delle SA. In seguito scrisse che durante questo periodo di tempo divenne "un feroce oppositore di questo sistema [nazista]". In seguito lasciò l'Ufficio degli Affari Esteri per lavorare nella compagnia di navigazione Hamburg America Line. Nel 1939, il Terzo Reich lo assegnò all'ambasciata tedesca a Copenaghen come addetto marittimo.

### Nel dopoguerra
Dopo la guerra rimase al servizio estero tedesco. Negli anni 1955-1958 prestò servizio come ambasciatore della Germania occidentale in Danimarca e successivamente come ambasciatore in India. 
Quando Willy Brandt divenne ministro degli Esteri nel 1966, nominò Duckwitz come Segretario di Stato nel Ministero degli Esteri della Germania Ovest. Dopo che Brandt divenne Cancelliere, ordinò a Duckwitz di negoziare un accordo con il governo polacco. Il lavoro di Brandt culminò nel Trattato di Varsavia del 1970. Duckwitz ha lavorato come Segretario di Stato fino al 1970. Il 21 marzo 1971 il governo israeliano lo nominò Giusto tra le nazioni e quindi incluso nel memoriale di Yad Vashem. Morì due anni dopo, all'età di 68 anni.

## Salvataggio degli ebrei danesi
Dopo il 1942, Duckwitz lavorò con Werner Best. L'11 settembre 1943 Best comunicò a Duckwitz del rastrellamento di tutti gli ebrei danesi previsto per il 1º ottobre. Duckwitz si recò a Berlino per tentare di fermare la deportazione attraverso i canali ufficiali ma il progetto fallì. Volò a Stoccolma due settimane dopo apparentemente per discutere del passaggio delle navi mercantili tedesche, contattò invece il primo ministro Per Albin Hansson per chiedere la disponibilità svedese a ricevere i rifugiati ebrei danesi; in un paio di giorni Hansson promise l'accoglienza.
Tornato in Danimarca il 29 settembre, Duckwitz contattò Hans Hedtoft, socialdemocratico danese, e gli comunicò la deportazione prevista. Hedtoft avvertì il capo della comunità ebraica C. B. Henriques ed il rabbino capo ad interim Marcus Melchior, per diffondere l'avvertimento: i danesi simpatizzanti (di tutti i ceti sociali) organizzarono la fuga di oltre 7.200 ebrei ed altri 700 loro parenti non ebrei via mare verso la Svezia.
Duckwitz, presumendo apparentemente di aver fatto tutto il possibile, forse temendo di essere esposto alla Gestapo, tornò ai suoi doveri ufficiali.